# Paraisobuthus
Paraisobuthus is een geslacht van uitgestorven schorpioenen, dat leefde tijdens het Laat-Carboon.

## Beschrijving
De vrijwel vierkante carapax van deze 7 centimeter lange in het water levende schorpioen was vrijwel vierkant en bestond uit twee, door een diepe groeve gescheiden, goed gekenmerkte schilden. Het achterlijf was samengesteld uit een breder voorstuk en een slanker eindstuk. Van de eerste beide pootparen waren de coxae (de dichtst bij het lijf zittende pootgeleiding) aangepast tot grote mondwerktuigen. De gifstekel vertoonde veel gelijkenis met die van de huidige op het land levende schorpioenen.

## Leefwijze
Dit geslacht leefde voornamelijk in het water en was niet in staat om lang aan land te verblijven. Waarschijnlijk hadden deze dieren een carnivore leefwijze, maar de gifstekel kon net zo goed dienst hebben gedaan voor de verdediging als voor de aanval.